# صمت القصور (فلم)
صمت القصور (بالفرنسية: Les silences du palais) شريط سينمائي تونسي طويل صدر سنة 1994 للمخرجة التونسية مفيدة التلاتلي.

## القصة
الشابة عليا مغنية حامل، يطلب منها رفيقها الإجهاض. تعلم عليا بنبأ وفات سيدها السابق الأمير علي، فتعود، لتعزية عائلته، إلى القصر الذي نشأت فيه.
بعودتها إلى القصر تتسابق ذكريات أمُها التي كانت خادمة فيه فقد كانت طبٌاخة ورفيقة وراقصة، كما تتذكر طفولتها وقد كانت ولدت من أب مجهول الهوية وكل ما نتج عن ذلك من حيرة وأسرار في القصر.

## تمثيل
- آمال الهذيلي
- ناجية الورغي
- هند صبري
- فاطمة بن سعيدان
- زهيرة بن عمار
- صباح بوزيته
- سنية المدب
- غالية لاكروا
- مشكية كريفة
- كمال التواتي
- هشام رستم
- كمال فازع
- سامي بوعجيلة

## سيناريو
- مفيدة التلاتلي
- نوري بوزيد

## وصلات خارجية
- صمت القصور على موقع IMDb (الإنجليزية)
- صمت القصور على موقع قاعدة بيانات الأفلام العربية
- صمت القصور على موقع ألو سيني (الفرنسية)
- صمت القصور على موقع Turner Classic Movies (الإنجليزية)
- صمت القصور على موقع أول موفي (الإنجليزية)
- صمت القصور على موقع فيلمافينيتي (الإسبانية)
- صمت القصور على موقع قاعدة بيانات الأفلام السويدية (السويدية)
- صمت القصور على موقع قاعدة بيانات الفيلم (الإنجليزية)
- صمت القصور على موقع ليتربوكسد (الإنجليزية)
- صمت القصور على موقع كينوبويسك (الروسية)

1. ↑  "معلومات عن صمت القصور (فيلم) على موقع isan.org". isan.org. مؤرشف من الأصل في 2019-12-09.
2. ↑  "معلومات عن صمت القصور (فيلم) على موقع edb.co.il". edb.co.il. مؤرشف من الأصل في 2019-12-09. اطلع عليه بتاريخ أغسطس 2020. {{استشهاد ويب}}: تحقق من التاريخ في: |تاريخ الوصول= (مساعدة)
3. ↑  "معلومات عن صمت القصور (فيلم) على موقع svenskfilmdatabas.se". svenskfilmdatabas.se. مؤرشف من الأصل في 2019-12-16.